# El club social de Cheyenne
El club social de Cheyenne es una película estadounidense del año 1970, dirigida por el cineasta Gene Kelly, y que está protagonizada por  James Stewart y Henry Fonda. Es una comedia dentro del género de los westerns.

## Argumento
John O'Hanlan (James Stewart), un vaquero de Texas, recibe tras la muerte de su hermano una insólita herencia: "El club social de Cheyenne". Cuando John, al que acompaña su inseparable amigo Harley Sullivan (Henry Fonda), otro desbravador de caballos, va a tomar posesión de la propiedad, se encuentra con que el club es la residencia de varias muchachas de vida alegre más famosa de toda la comarca. O'Hanlan tiene algunas ideas para convertir el club en un lugar más respetable, sin embargo, las chicas y el pueblo no las compartirán...

## Reparto
- James Stewart: John O'Hanlan
- Henry Fonda: Harley Sullivan
- Shirley Jones: Jenny
- Sue Ane Langdon: Opal Ann
- Elaine Devry: Pauline
- Robert Middleton : Barkeep